# Noordse zomeravond
Nordisk sommarkväll (Nederlands: Noordse zomeravond) is een schilderij van de Zweedse kunstschilder Richard Bergh, geschilderd in 1899-1900, olieverf op linnen, 170 × 223,5 centimeter groot. Het toont een man en vrouw op een terras tijdens een Noordse zomeravond, bij het invallende noorderlicht. Het schilderij bevindt zich in het Göteborgs konstmuseum.

## Middernachtzon
De middernachtzon, waarbij een lichtgloed zichtbaar blijft in de avondschemer, is altijd een belangrijk thema geweest in de Scandinavische schilderkunst. Het stond symbool voor een dromerige, romantische stemming en geldt als een uniek natuurverschijnsel in de noordelijk gelegen landen.
Bergh gold aan het einde van de negentiende eeuw als een baanbreker voor een authentieke Zweeds georiënteerde kunst. In 1886 was hij een van de oprichters van de 'Konstnärsförbundet', een Zweedse kunstenaarsbond die aan de wieg stond van belangrijke vernieuwingen in de Zweedse schilderkunst in de jaren 1890. Deze nieuwe richting wortelde in de romantiek en richtte zich vooral op het typisch Zweedse landschap en het unieke Scandinavische licht. Nordisk sommarkväll uit 1899-1900 geldt daarbij als zijn meest typerende werk.

## Afbeelding
Nordisk sommarkväll toont een man en een vrouw staande op een terras in de avondschemer. De stijl sluit aan bij de romantisch-naturalistische traditie zoals die toentertijd in Zweden gangbaar was. Het invallende noorderlicht wordt stilletjes zichtbaar boven de bossen aan de horizon en weerspiegeld zich is het kalme water. Laag en met een blauwachtige gloed valt het licht op de balustrade van het terras.
De man en de vrouw op het schilderij zijn twee goede vrienden van Bergh. Het betreft de prins - kunstschilder Eugenius van Zweden, de jongste zoon van koning Oscar II, en operazangeres Karin Pyk (1879-1954). Beiden staan weggedraaid van de kijker en kijken zwijgend uit over het brede meer. Het water is kalm en glad als een spiegel. Plaats van handeling is Ekholmsnäsand, een natuurgebied op het eiland Lidingö bij Stockholm, waar veel welgestelden hun woning hadden. Het water waarover de figuren uitzien is de Kyrkviken-baai.
Bergh stond erom bekend een vaak verholen symboliek in zijn schilderijen te leggen. Met betrekking tot Nordisk sommarkväll kan worden gewezen op de verhouding tussen mens in zijn burgerlijke omgeving en de "eeuwig zingende natuur", maar ook op een onuitgesproken maar duidelijk voelbare -seksuele- spanning tussen de man en de vrouw. Beiden zijn gebonden door huwelijk en conventies maar lijken ook in een bepaalde verstandhouding tot elkaar te staan. Bij de pier ligt een dobberend bootje, symbool voor de mogelijkheid te vluchten. De uitwerking is sterk melancholiek, maar tegelijkertijd is er de klassieke strengheid van beheersing, vormgegeven in strakke horizontale en verticale belijningen. Het is met name deze spanning waaraan het werk haar kracht ontleent.

## Historie

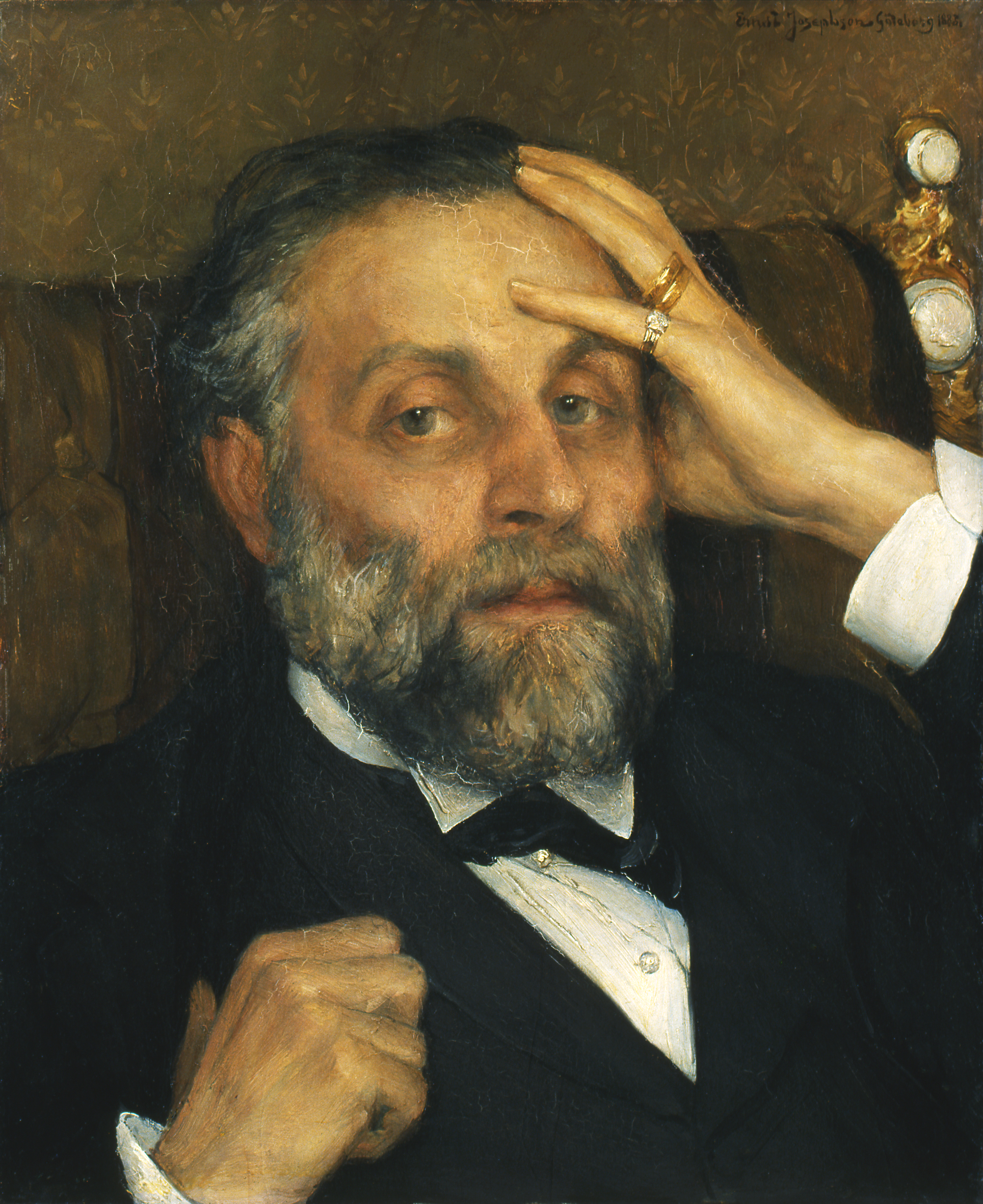
Pontus Fürstenberg, die het schilderij van Bergh kocht, door Ernst Josephson

Kort na voltooiing van het schilderij, in 1901, verkocht Bergh het werk aan de puissant rijke Zweedse koopman en kunstverzamelaar Pontus Fürstenberg (1827-1902). Fürstenberg was zo verrukt van het schilderij dat hij, toen Bergh voorzichtig een verkoopprijs van 4000 kronen voorstelde, uitriep: "ik zou er 6000 willen betalen". Kort na de aankoop zou Fürstenberg komen te overlijden. Een groot deel van zijn collectie, waaronder Nordisk sommarkväll, ging over naar het Göteborg Konstmuseum, waar het werk zich nog steeds bevindt, deels in een aparte vleugel. Het Götenborg Konstmuseum bezit veel kunstwerken met het noorderlicht als centraal thema.
In 1982-1983 maakte Nordisk sommarkväll deel uit van de tentoonstelling Northern Light, gehouden in diverse Amerikaanse steden, en maakte daar veel indruk. Tegenwoordig geldt het als een van de topwerken uit de Zweedse schilderkunst van rond 1900.

## Noot
1. ↑  Bergh portretteerde Pyk al een jaar eerder in Assisi en gebruikte daar gemaakte schetsen ook voor haar portrettering in Nordisk sommarkväll. Prins Eugenius schilderde hij terplekke.